# Lluís Millet
Lluís Millet (El Masnou, 18 de abril de 1867 - Barcelona, 7 de dezembro de 1941) foi um compositor e diretor de coros catalão.
Foi discípulo de Felipe Pedrell e fundou em 1891, junto com Amadeo Vives, a sociedade Orfeu Catalão, a qual dirigiu durante muitos anos e que constituiu um importante centro da música catalã.
Considerado um compositor sensível e original, se sentiu atraído especialmente pela música coral, ao longo de sua vida.
Na Catalunha, há ruas e colégios com seu nome.

## Obra
- Catalanesques, para piano.
- Égloga, para piano e orquestra.
- El cant dells ocells', para coro.
- Cant de la Senyera, para coro.
- Pregària a la Verge del Remei, para coro.